# منتخب كندا للكرة اللينة للسيدات
منتخب كندا للكرة اللينة للسيدات (بالإنجليزية: Canada women's national softball team)‏ هو ممثل كندا الرسمي في المنافسات الدولية في كرة لينة للسيدات
.